# Mesochorus insignatus
Mesochorus insignatus là một loài tò vò trong họ Ichneumonidae.